# نیکون ای‌اف-اس زوم-نیکور ۱۷–۳۵میلی‌متر اف/۲٫۸دی ئی‌دی-آی‌اف
نیکون ای‌اف-اس زوم-نیکور ۱۷-۳۵میلی‌متر اف/۲٫۸دی ئی‌دی-آی‌اف (به انگلیسی: Nikon AF-S Zoom-Nikkor 17-35mm f/2.8D ED-IF) نام لنز دوربین عکاسی از نوع زوم است که توسط شرکت نیکون تولید می‌شود. فاصلهٔ کانونی این لنز ۱۷ تا ۳۵ میلی‌متر، دیافراگم آن دارای ۹ تیغه و ضریب اف آن اف ۲٫۸ تا اف ۲۲ است. این لنز در ۱۹۹۹ میلادی تولید و عرضه شده‌است.